# NGC 1448
NGC 1448 = NGC 1457 ist eine Spiralgalaxie vom Hubble-Typ Sc im Sternbild Horologium am Südsternhimmel. Sie ist schätzungsweise 46 Millionen Lichtjahre von der Milchstraße entfernt und hat einen Durchmesser von etwa 110.000 Lichtjahren.
Die Supernovae SN 1983S (Typ-II), SN 2001el (Typ-Ia), SN 2003hn (Typ-IIP) und SN 2014df (Typ-Ib) wurden hier beobachtet.
Das Objekt wurde am 24. Oktober 1835 vom britischen Astronomen John Herschel entdeckt.

## NGC 1448-Gruppe (LGG 102)
| Galaxie   | Alternativname | Entfernung/Mio. Lj |
| --------- | -------------- | ------------------ |
| NGC 1448  | PGC 13727      | 46                 |
| NGC 1411  | PGC 13429      | 38                 |
| IC 1970   | PGC 13322      | 49                 |
| PGC 13390 |                | 42                 |
| PGC 13409 |                | 39                 |